# Mycetopoda siliquosa
Mycetopoda siliquosa (Spix, 1827) é uma espécie de molusco bivalve que vive em fundos arenosos e lamosos de rios de correnteza calma. Trata-se de uma espécie ameaçada de extinção devido à destruição de ambiente e introdução de espécies exóticas.

## Ocorrência
Tanto o Mycetopoda siliquosa e 'quanto Anodontites trigonus são consideradas espécies vulneráveis a extinção no estado brasileiro do Rio Grande do Sul.